# 애슐리 C. 윌리엄스
애슐리 크리스티나 윌리엄스(Ashley Christina Williams, 1984년 1월 24일 ~ )는 미국의 배우이다.

## 출연 작품
- 미친 줄리아 (2014)
- 릭의 사랑 찾기 (2013)
- 패트릭 (2013)
- 핼로우스' 이브 (2012)
- 엠프티 (2011)
- 휴먼 센티피드 (2009)